# High School Musical 2
High School Musical 2 – kontynuacja filmu Kenny’ego Ortegi, zwycięzcy nagrody Emmy Award, High School Musical. Po raz pierwszy został wyemitowany na Disney Channel w USA 17 sierpnia 2007. Premiera w Polsce odbyła się na Disney Channel Polska 5 października 2007 roku. Film emitowany był z polskim dubbingiem, ale piosenki były w ang. oryginale bez polskich tłumaczeń.

## Obsada

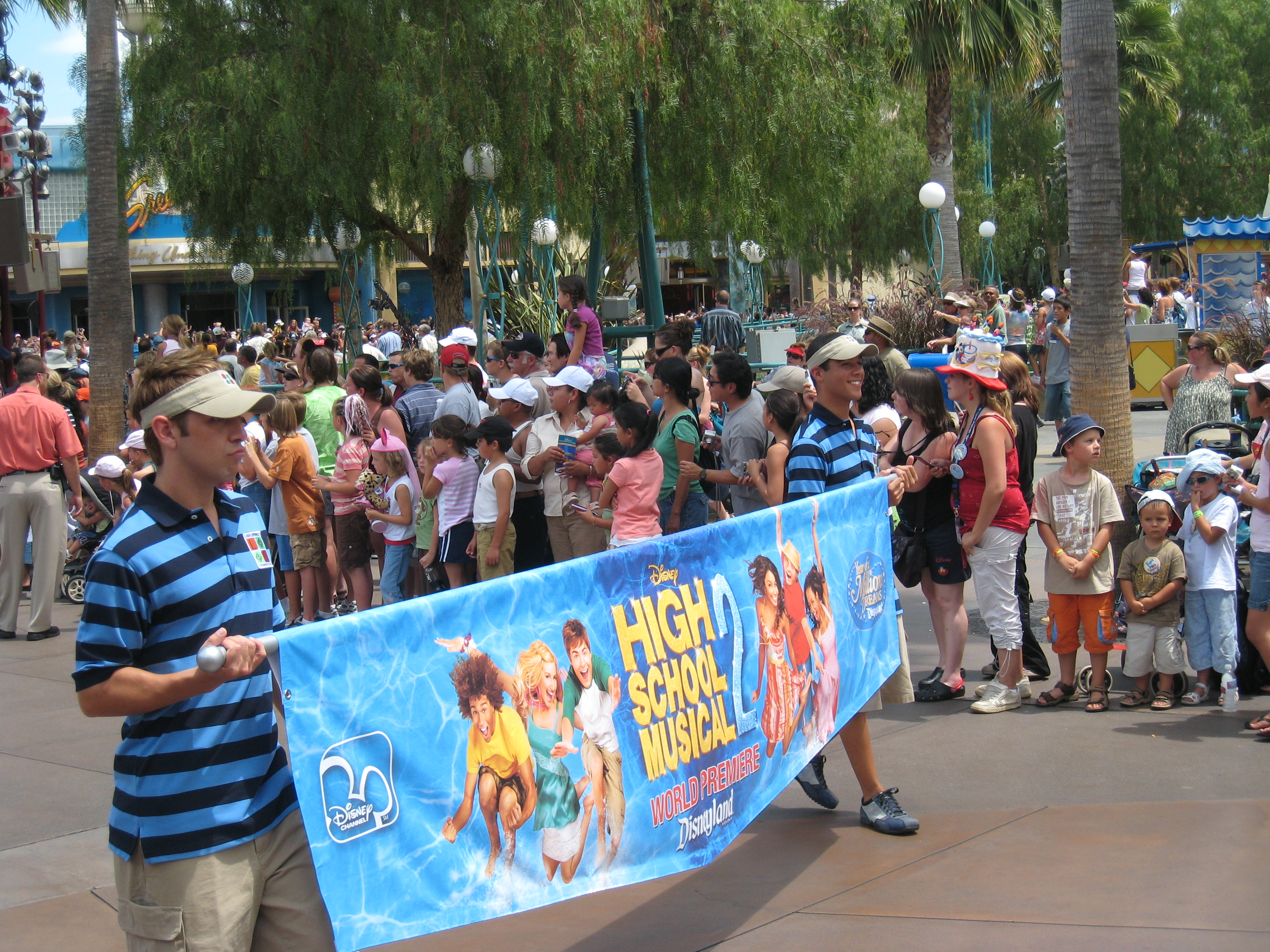
Parada z okazji premiery filmu

W filmie wystąpili:
| Bohater          | Aktor           | Polski dubbing         |
| ---------------- | --------------- | ---------------------- |
| Troy Bolton      | Zac Efron       | Andrzej Lampert        |
| Gabriella Montez | Vanessa Hudgens | Hanna Stach            |
| Sharpay Evans    | Ashley Tisdale  | Magdalena Krylik       |
| Ryan Evans       | Lucas Grabeel   | Jakub Molęda           |
| Chad Danforth    | Corbin Bleu     | Grzegorz Drojewski     |
| Taylor McKessie  | Monique Coleman | Anna Sztejner          |
| Jack Bolton      | Bart Johnson    | Robert Czebotar        |
| Pani Darbus      | Alyson Reed     | Joanna Jeżewska        |
| Kelsie Nielsen   | Olesya Rulin    | Beata Wyrąbkiewicz     |
| Zeke Baylor      | Chris Warren    | Bartosz Obuchowicz     |
| Jason Cross      | Ryne Sanborn    | Krzysztof Szczerbiński |
| Thomas Fulton    | Mark Taylor     | Grzegorz Pawlak        |